# Paralelismo de tareas
Paralelismo de tareas es un paradigma de la programación concurrente que consiste en asignar distintas tareas a cada uno de los
procesadores de un sistema de cómputo. En consecuencia, cada procesador efectuará su propia secuencia de operaciones. 
En su modo más general, el paralelismo de tareas se representa mediante un grafo de tareas, el cual es subdividido en
subgrafos que son luego asignados a diferentes procesadores. De la forma como se corte el grafo, depende la eficiencia de paralelismo resultante. La partición y asignación óptima de un grafo de tareas para ejecución concurrente es un problema NP-completo, por lo cual en la práctica se dispone de métodos heurísticos aproximados para lograr una asignación cercana a la óptima.
Sin embargo, existen ejemplos de paralelismo de tareas restringido que son de interés 
en programación concurrente. Tal es el caso del paralelismo encauzado, en el cual el grafo tiene forma de cadena, donde cada nodo recibe datos del nodo previo y sus resultados son enviados al nodo siguiente. El carácter simplificado de este modelo permite obtener paralelismo de eficiencia óptima .